# Rivoluzione spagnola del 1868
La Rivoluzione spagnola o La Gloriosa, conosciuta anche come La Settembrina, fu un'agitazione spagnola che avvenne nel settembre del 1868, e comportò la detronizzazione della regina Isabella II e l'inizio del periodo denominato Sessennio democratico.

## Contesto storico
A metà degli anni Sessanta dell'Ottocento, il malcontento contro il regime monarchico di Isabella II era evidente tra gli ambienti popolare, politico e militare. Il moderatismo spagnolo, al potere dal 1845, si trovava di fronte ad una forte crisi interna e non era stato in grado di risolvere i problemi del paese. La crisi economica era ancora più grave dopo la sconfitta nella Guerra ispano-sudamericana e le rivolte, come quella condotta da Juan Prim nel 1866 e la rivolta dei sergenti di San Gil, si moltiplicavano.
Durante l'esilio, liberali e repubblicani si accordarono con il Patto di Ostenda (1866) ed a Bruxelles (1867) in modo da creare maggiori disordini per ottenere un drastico cambiamento di governo, non tanto per sostituire il presidente Narváez, quanto con l'obiettivo ultimo di destituire la stessa Isabella II e bandirla dal trono spagnolo. La Regina e lo stesso regime monarchico erano divenuti bersaglio delle critiche scaturite dai principali problemi del paese. Alla morte di O'Donnell nel 1867, si verificò un'importante migrazione di simpatizzanti dell'Unione Liberale, che propugnava la destituzione di Isabella II e la sua sostituzione con un governo più favorevole alle loro posizioni.

## Lo scoppio della Rivoluzione
A settembre 1868 la sorte della corona era già decisa. Le forze navali con base a Cadice, comandate da Juan Bautista Topete y Carballo, si ammutinarono contro il governo di Isabella II. La rivolta avvenne nello stesso luogo in cui cinquant'anni prima il generale Riego si era rivoltato contro il padre della regina, Ferdinando VII. Il proclama dei generali ammutinati a Cadice il 19 settembre 1868 affermava:

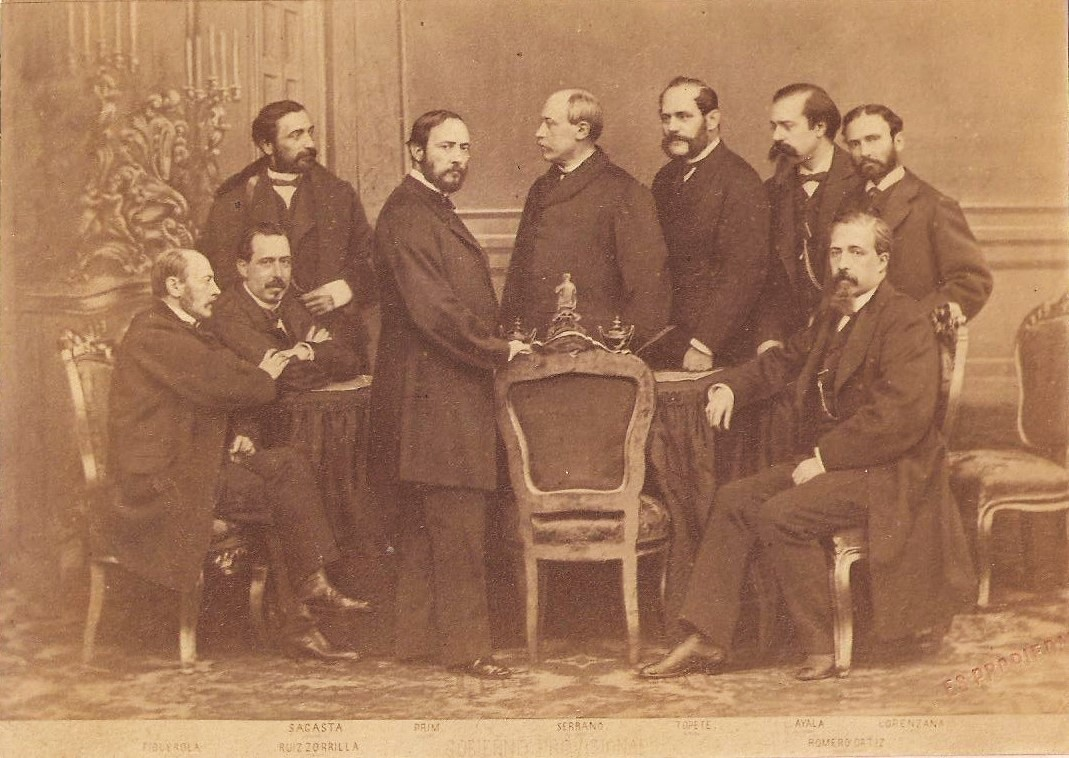
Governo Provvisorio, 1869. Da sinistra a destra: Figuerola, Sagasta, Ruiz Zorrilla, Prim, Serrano, Topete, López Ayala, Romero Ortiz e Lorenzana (foto di J. Laurent.

Lo firmano Juan Prim, Domingo Dulce, Francisco Serrano, Ramón Nouvillas, Rafael Primo de Rivera, Antonio Caballero de Rodas e Juan Bautista Topete. A quel punto si avvertiva l'esistenza di diverse forze in gioco: mentre i militari si manifestavano monarchici e pretendevano solo di sostituire la Costituzione ed il monarca, le Giunte, più radicali, mostravano la loro intenzione di raggiungere una vera rivoluzione borghese, basata sul principio della sovranità nazionale. Partecipavano anche gruppi contadini andalusi, che aspiravano alla Rivoluzione Sociale.
Sia il presidente Ramón María Narváez sia il suo ministro capo Luis González Bravo abbandonano la regina. Narváez morirà lo stesso anno, facendo penetrare la crisi nei settori moderati. I generali Prim e Francisco Serrano denunciarono il governo e gran parte dell'esercito disertò, passando dalla parte dei generali rivoluzionari al loro rientro in Spagna. Il movimento iniziato in Andalusia si estese velocemente ad altri luoghi del paese, senza che le truppe del governo facessero seriamente fronte alle ribellioni.
L'appoggio di Barcellona e di tutta la zona mediterranea fu decisivo per il successo della rivoluzione. Nonostante la dimostrazione di forza della regina nella battaglia di Alcolea, i fedeli del generale Manuel Pavía vennero sbaragliati dal generale Serrano. Isabella si vide quindi obbligata all'esilio ed attraversò la frontiera della Francia, dalla quale non tornerà più. A partire da questo momento e per sei anni (1868-1874) si cercherà di creare in Spagna un sistema di governo rivoluzionario, conosciuto come Sessennio democratico, finché il fallimento finale (che rischiava di costare l'esistenza della Spagna come nazione) portò di nuovo al potere i moderati.

## La ricerca di un nuovo re

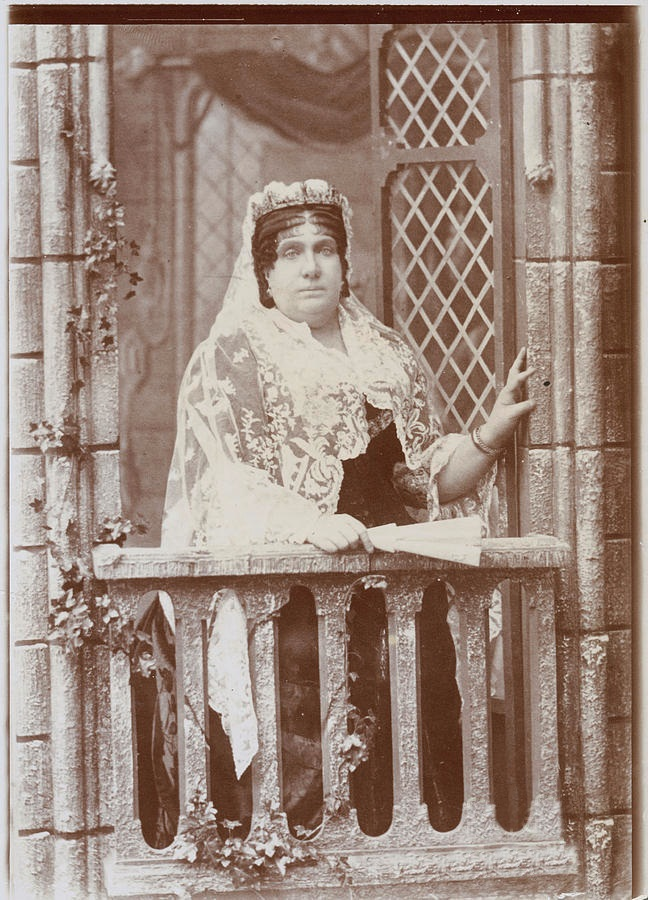
La regina Isabella II di Spagna durante l'esilio a Parigi

Lo spirito rivoluzionario, che era riuscito a distruggere il governo spagnolo, mancava comunque di un compiuto indirizzo politico. La coalizione di liberali, moderati e repubblicani faceva fronte al compito di trovare un governo migliore che sostituisse quello di Isabella II. Il controllo del governo passò in un primo momento a Francisco Serrano, artefice della precedente rivoluzione contro la dittatura di Baldomero Espartero. All'inizio, le Corti rifiutarono il concetto di repubblica per la Spagna e Serrano venne nominato reggente, mentre si cercava un monarca adeguato per guidare il paese.
Nel frattempo si scriveva la Costituzione, che finalmente veniva promulgata dalle corti nel 1869; era la prima Costituzione, entrata in vigore, che poteva chiamarsi tale dalla Costituzione di Cadice del 1812. La ricerca di un re adatto dimostrò di essere molto problematica per le Corti. I repubblicani, in fondo, erano inclini ad accettare un monarca che fosse una persona capace e rispettosa della Costituzione. Juan Prim, l'eterno ribelle contro i governi isabelliani, venne nominato reggente nel 1869 ed è sua la frase: «Trovare un re democratico in Europa è tanto difficile quanto trovare un ateo in cielo!».
Venne considerata anche l'opzione di nominare re il vecchio Baldomero Espartero, nonostante incontrasse la resistenza dei settori progressisti; alla fine, nonostante lo stesso rifiutasse la nomina a re, ottenne otto voti nel riscontro finale. Molti proponevano il giovane figlio di Isabella, Alfonso (che in seguito diventerà re Alfonso XII di Spagna), ma il sospetto che questo potesse essere facilmente influenzabile da sua madre e che avrebbe potuto ripetere gli errori della regina precedente, gli alienavano molti consensi. Anche Ferdinando di Sassonia-Coburgo, antico reggente del vicino Portogallo, venne considerato come un'alternativa. Un'altra delle possibilità, che proponeva il principe Leopoldo di Hohenzollern-Sigmaringen, avrebbe causato la guerra franco-prussiana. Alla fine si optò per un re italiano, Amedeo di Savoia, ma il suo regno durò solo tre anni, dal 1870 al 1873.